# Пона ди Мецо (Комо)
Пона ди Мецо је насеље у Италији у округу Комо, региону Ломбардија. 
Према процени из 2011. у насељу је живело 13 становника. Насеље се налази на надморској висини од 764 м.